# Siedmiu samurajów (anime)
Siedmiu samurajów (w oryginale: Samurai 7) – dwudziestosześcioodcinkowe anime z 2004 roku, bazujące na filmie Akiry Kurosawy. Reżyserem jest Toshifumi Takizawa. W 2005 roku serial zlicencjonowany został przez AXN.

## Opis
Po zakończeniu samurajskich wojen nastał pokój. Jednak nie dla wszystkich – wioski nie będące w stanie się bronić, grabione są przez nobuserich (samurajów żyjących z grabieży), ponieważ po zakończeniu wojny ci stracili prawa do walki za pieniądze. Małe wioski okradane są z plonów, zabierane są także kobiety. Gisaku, starszy wioski Kanna, decyduje się, aby wynająć samurajów, którzy walczyliby z nobuserimi. Trójka mieszkańców wioski (kapłanka Kirara, jej trzynastoletnia siostra Komachi oraz młodzieniec Rikichi) wyrusza więc do miasta, aby ich sprowadzić.   